# سياسة التأشيرات في أفغانستان

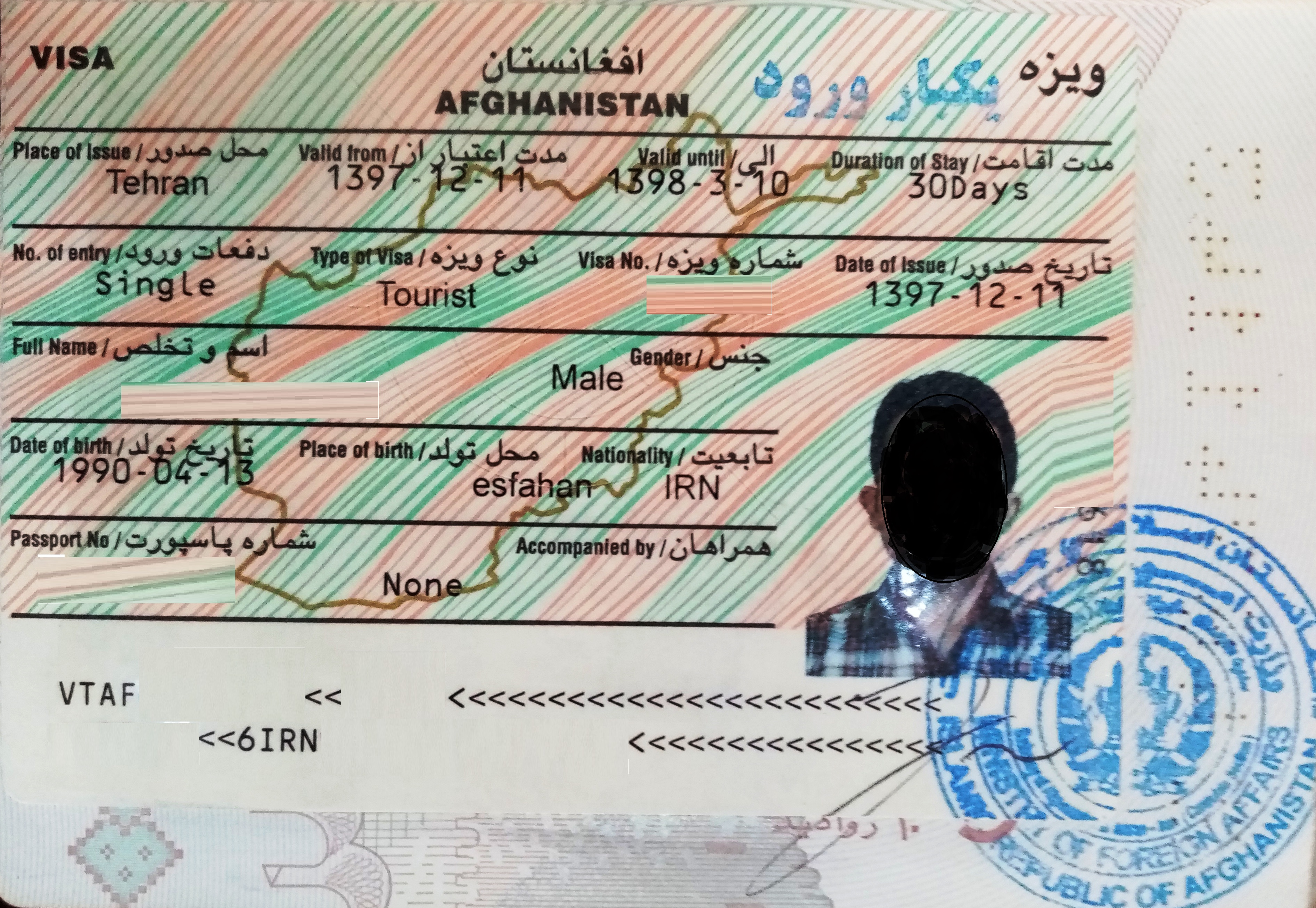
سياسة التأشيرات في أفغانستان

سياسة التأشيرات في أفغانستان وفقاً للقانون الأفغاني، الزائرين من جميع دول العالم يحتاجون لتأشيرة لزيارة أفغانستان,الاستثناء الوحيد هم للمسافرين الذين ولدوا في أفغانستان أو ولدوا لأبوين أفغانيين أو لأبوين ولدوا في أفغانستان.يجب علي جميع المسافرين حيازة جواز سفر ساري المفعول لمدة 6 أشهر.

## خريطة سياسة التأشيرة

سياسة التأشيرات في أفغانستان
أفغانستان
التأشيرة مطلوبة

## ملابس النساء
يجب على النساء من جميع الجنسيات تغطية أجسادهم باستثناء الوجه واليدين والقدمين.